# Saint-Cernin-de-Labarde
Saint-Cernin-de-Labarde település Franciaországban, Dordogne megyében. Lakosainak száma 226 fő (2022. január 1.). Saint-Cernin-de-Labarde Saint-Aubin-de-Lanquais, Monsaguel, Bouniagues, Issigeac, Monmadalès, Montaut és Conne-de-Labarde községekkel határos.

## Népesség
A település népessége az elmúlt években az alábbi módon változott:
| Lakosok száma | 223  | 197  | 231  | 200  | 204  | 205  | 211  | 225  | 224  | 226  |
|               | 1968 | 1982 | 1990 | 2006 | 2013 | 2015 | 2017 | 2019 | 2020 | 2022 |